# Rudolf Rohaczek
Rudolf Rohaczek (* 12. Dezember 1986 in Wien) ist ein ehemaliger österreichischer Kinderschauspieler und Filmschaffender.

## Karriere
In dem Kultfilm Hinterholz 8, einer Filmkomödie aus dem Jahr 1998 von Harald Sicheritz, verkörperte Rohaczek den in seiner eigenen Raumschiff-Enterprise-Fantasiewelt lebenden minderjährigen Sohn Philipp der Familie Krcal.
Im darauf folgenden Jahr 1999 hatte er einen Auftritt als Schüler in der Episode Karriere der ORF-Sitcom MA 2412, gemeinsam mit seiner damaligen Schulklasse.
Anschließend sammelte er Bühnenerfahrung als Darsteller in einer szenischen Umsetzung von Franz Liszts Via Crucis, welche im Rahmen des Festivals Osterklang von Manfred Wagner gestaltet und am 31. März 1999 im Wiener Odeon aufgeführt wurde.
Im selben Jahr gewann er für seinen ersten Kurzfilm Das Silberpfeilteam, welcher im Zuge der 5. wienervideo&filmtage (siehe Filmfestivals in Österreich) entstanden ist und dort gezeigt wurde, ein kurzes Praktikum bei Confetti TiVi, dem damaligen Kinderprogramm des österreichischen Rundfunk (ORF).
Im Laufe der Jahre war er an verschiedenen Film- und Videoproduktionen in unterschiedlichen Rollen tätig, sowohl vor als auch hinter der Kamera.
Im Jahr 2016 hatte er sein Dokumentarfilm-Regiedebüt mit dem Film Drogenkranke haben keine Lobby über den Verein Elternkreis Wien.